# Boksit
Boksit je mineralni materijal sastavljen od aluminijskih hidroksida Al2O3H2O, koji su poznati kao minerali dijaspor, bemit i sporogelit, i od aluminijskog hidroksida Al2O3.3H2O, koji je poznat kao mineral hidrargilit. Ta četiri minerala sabrala su se kao zemljasta nakupina u gustu masu, koja je negdje prilično čvrsta, gotovo kao kamen, i sastavljaju boksit. U smjesi se mogu naći i silicijev dioksid, hematit, aluminosilikati (argentit), ilitični materijali, kaolinit, haloazit te u manjoj mjeri rutila, anatasa i kvarca. Boksit sadrži i primjese minerala željeza, silicija, titanija i drugih. 
Neki su boksiti tako mekani, da se daju rukom lomiti, a neki tako čvrsti i tvrdi, da se i pod čekićem prilično teško kidaju. Boksit okupljen u čvrstu, kompaktnu masu zna biti posve gusta sastava, ali je vrlo često pun sitnih oolita. Neki su ooliti pravilne kuglice, veličine prosena zrna i veće, a neki su nepravilni. Pri svome razvitku upio je (adsorbirao) neku količinu željeza, pa zbog prisutnosti hidratiziranog željezova(III) oksida često ima crvenosmeđu boju. Osim željeza adsorbirao je silicijski dioksid (SiO2), titanski dioksid (TiO2), pa nešto malo fosforne kiseline (P2O5), manganskog oksida (MnO2) i dr. 
U nekima zna biti toliko željeza, da čine prijelaz u željeznu rudu limonit. Isto tako se nalazi u nekima toliko silicijskog dioksida, da čine prijelaz u glinene stijene. U nekima se nalazi i mangana, na pr. u boksitu od Bukovice na Duvanjskom Polju, toliko, da čine prijelaz u mangansku rudu psilomelan.

## Povijest
Najstariji poznati rudarski iskop boksita je Minjera, sklop rudnika piritiziranih boksita kraj Sovinjaka u dolini Mirne jugozapadno od Buzeta, koja je otvorena još u 16. stoljeću. No kako je francuski kemičar Pierre Berthier 1821. objavio prvi podatak o kemijskom sastavu i fizikalnim svojstvima boksita uzorkovanog iz rude kraj mjesta Les Beauxa u Provansi, ruda je nazvana boksit. Kasnije se namjeriše na isti mineralni materijal kod Bohinjske Bistrice, pa ga nazvaše po tom mjestu vohajnitom (prema njemačkom nazivu mjesta Wocheiner Feistritz). Boksitni materijal nađen je 1847. i u Dalmaciji kod Kljaka u okolici Drniša, pa je po tom nalazištu nazvan kljakitom. Danas se u mineralogiji ne upotrebljava naziv vohajnit, dok se naziv kljakit zadržao, pa je čak mineralog Kornu (Cornu) uveo u mineralošku literaturu dvije vrste kljakita, alfa-kljakit i beta-kljakit.

## Nalazišta u Hrvatskoj
Boksit je u Hrvatskoj veoma rasprostranjen, tako da Hrvatska pripada u države, koje su boksitom najbogatije. Glavna su mu ležišta po krajevima dalmatinskoga i ličkoga krša. Tu je postao otapanjem vapnenjaka, u koje je zašao pri njihovu postanku. Kako su vapnenjaci u vodi topljivi, osobito u onoj, u kojoj ima CO2, a boksitni minerali to nisu, voda je otapala vapnenjake, a ostavljala boksitne minerale. Njih je voda tokom dugog vremena nanosila u pukotine, uvale, dulibe, gdje su se sabrali u velikim količinama. Tako su poznata velika ležišta u Velebitu na Grginu Brijegu, kod Gračaca, Rudopolja, Mazina u Lici, u okolini Obrovca, Ervenika, Drniša i drugdje u Dalmaciji.

## Dobivanje aluminija
Najvažnija ruda za dobivanje elementarnog aluminija je boksit (Al2O3 x ?H2O), smjesa minerala bemita i dijaspora (AlO(OH)) te rjeđe hidrargilita (Al(OH)3). Za dobivanje elementarnog aluminija dobri su samo oni boksiti, u kojima SiO2 ne prelazi 3-4 %. A pretežni dio naših boksita baš je takav.

SiO2 je nepoželjan sastojak boksita, jer u procesu proizvodnje glinice troši skupu natrijevu lužinu i koristan aluminijev hidroksid. Zato se tzv. bijeli boksit koji sadrži mnogo SiO2 niti ne upotrebljava za proizvodnju aluminija.

Mnogo se upotrebljava za priređivanje aluminijskih spojeva npr. za priređivanje alauna, aluminijskog sulfata, u glinenoj, cementnoj i kemijskoj industriji itd. Boksit se prerađuje u glinicu, iz koje se kasnije elektrolitičkom redukcijom dobiva aluminij.
Iako se već stoljećima znalo da je metale moguće dobiti redukcijom iz njihovih spojeva, ugljen je bio preslabo redukcijsko sredstvo za dobivanje aluminija. Zbog toga dugo nije bilo moguće dobiti aluminij u većim količinama. Znatne količine aluminija dobivene su, šezdeset godina kasnije poslije njegovog otkrića, elektrolizom taljevine glinice u kriolitu, što se smatra početkom aluminijske industrije. Za proizvodnju glinice boksitna se ruda drobi, suši i melje u prah, koji se promiješa s natrijevom lužinom i kuha u autoklavu.

Bemit i hidrargilit reagiraju s natrijevom lužinom i prelaze u topljivi natrijev aluminat.

## Vanjske poveznice
- Boksit Hrvatska tehnička enciklopedija, portal hrvatske tehničke baštine. LZMK